# Pardosa alticola
Pardosa alticola este o specie de păianjeni din genul Pardosa, familia Lycosidae, descrisă de Mark Alderweireldt și Rudy Jocqué în anul 1992. Conform Catalogue of Life specia Pardosa alticola nu are subspecii cunoscute.